# Nymphargus prasinus
Nymphargus prasinus är en groddjursart som först beskrevs av William Edward Duellman 1981.  Nymphargus prasinus ingår i släktet Nymphargus och familjen glasgrodor. IUCN kategoriserar arten globalt som sårbar. Inga underarter finns listade i Catalogue of Life.